# 合萌
合萌（学名：Aeschynomene indica）为豆科合萌属下的一个种。

## 扩展阅读
- 維基物種上的相關：合萌

1. ↑  . The IUCN Red List of Threatened Species 2019.   [17 June 2019].